# Озерковский переулок
Озерко́вский переу́лок — улица в центре Москвы в Замоскворечье между Озерковской набережной и Большой Татарской улицей.

## История
Известен с конца XIX века. Как и Озерковская набережная назван по древнему названию местности Озерки. Здесь, в пойме Москвы-реки, после спада воды оставались многочисленные малые озёра. До 1985 года — 1-й Озерковский переулок, так как был и 2-й Озерковский переулок, он же тупик, который был упразднён в 1960-х годах, хотя до сих пор показан на некоторых картах.

## Описание
Озерковский переулок начинается от Озерковской набережной, проходит на запад до Большой Татарской, где заканчивается напротив Старого Толмачёвского переулка.

## Здания и сооружения
- № 13/19, строение 1 — Электрокомплект;
- № 4 — Замоскворецкий ЗАГС города Москвы.
- № 16/17 — Жилой дом с лавками (торговыми) И.Ф.Филиппова, А.О.Лясотовича, А.И.Горячева, 1-й половины XIX века. Снесены в апреле 2014 года без разрешительной документации.